# Domenico Matteucci
Domenico Matteucci (ur. 1 marca 1895 w Rawennie, zm. 19 lipca 1976 tamże) – włoski strzelec, medalista olimpijski.
Igrzyska w Los Angeles (1932) były jego jedynymi zawodami olimpijskimi. Uczestniczył w jednej konkurencji – pistolecie szybkostrzelnym z 25 metrów. Wywalczył brązowy medal, przegrywając jedynie z Niemcem Heinzem Haxem i rodakiem Renzo Morigim. Zdobył łącznie 39 punktów.